# Bíton de Pérgamo
Bíton ou Bitão ou ainda Bitone de Pérgamo, foi um engenheiro e matemático grego, que viveu no século III a.C. Também foi cognominado Bíton, o Mecânico, para que se distinguisse de Bíton de Siracusa e Bíton de Solos.
Só se conhecessem três obras da sua autoria:
1. um tratado sobre Óptica, intitulado «Da Óptica»;[5]
2. um tratado de matemática, que foi republicado, no comenos da sua redescoberta, em 1693, na obra Mathematici veteres (lit. Matemáticos Antigos)[6].
3. um breve tratado sobre poliorcética, intitulado Κατασκευαὶ πολεμικῶν ὀργάνων καὶ καταπελτικῶν, "Kataskeuai polemikōn Organon kai katapeltikōn" (lit. «Sobre a construção de armas de guerra e catapultas»)[7][8]

O tratado militar em questão foi dedicado ao rei Átalo do reino de Pérgamo, tratar-se-à, portanto, de Átalo I (241-197) ou Átalo II (159-38), sendo certo que julga que terá sido mais provavelmente Átalo I, tendo em vista que se crê que esta obra terá sido redigida por volta de 156 ou 155 a.C.
Bitone descreve as seguintes maquinas de guerra:
- Uma torre de assédio ou helépolis (ἑλέπολις) projectada por Posidónio, o Macedónio, também cognominado «Possidónio, o Engenheiro» para Alexandre Magno.[11]
- Uma sambuca (que é uma máquina de guerra, constituída por uma escada sobre rodas, montada sobre um navio, usada para escalar fortificações a partir do mar)[12] projectada por Dâmide de Cólofon.
- Dois oxibeles lança-pedras, litóbolos ou Petróbolon (πετρόβολον), um deles projectado por Caron de Magnésia em Rodes e outro, maior, de Isidóro de Abidos em Tessalónica.[13][14]
- Duas gastrafetas (γαστραφέτης), construidas por Zópiro de Tarento: uma em Mileto e outra em Cumas.[15][16].

Não obstante a dificuldade de interpretação da obra, este tratado de Bíton é de um valor inestimável para os historiadores, na medida em que permite entrever qual era o ponto de situação da primeira fase da artilharia helenística.
O tratado «Da Óptica», que se perdeu na história, é-nos conhecido porque Bitão lhe faz referência nesta obra de poliorcética, referindo que na obra de óptica descrevera um método para calcular a altura de paredes, à distância, e que esse método era indispensável, depois, para dimensionar a artilharia de assalto e de cerco, que visasse atacar as muralhas.